# مقل
المُقْل أو المر الكاذب راتنجٌ شبه شفاف مستخرج من نباتات Commiphora wightii في الهند ومن أشجار البلسان الإفريقي التي تنمو في إفريقية جنوب الصحراء الكبرى. أجود مصادرها باختر وفقًا بِلِنيُس الأكبر. المصادر الأخرى المسماة للراتنج هي الهند والجزيرة العربية وبابل.

## الاستخدامات
يستخدم المٌقل في صناعة العطور والبخور وفي الطب التقليدي.  إنه غاش من المر الأكثر تكلفة. 

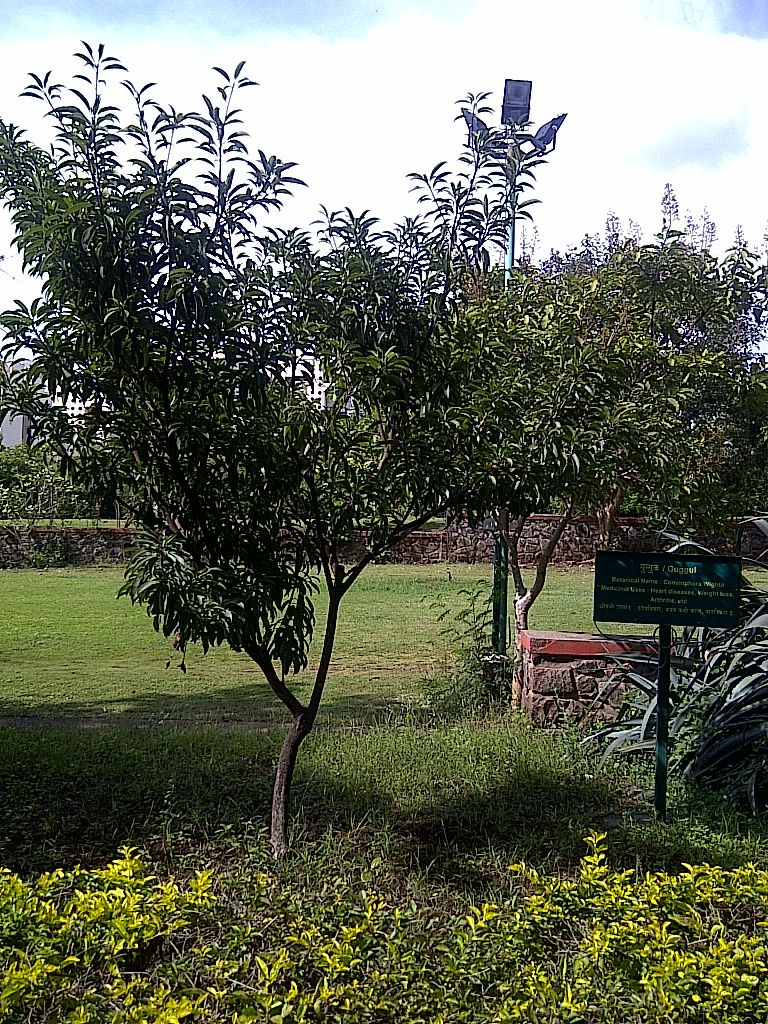
أحد أشجار البلسان